# Bad at Hating You
Bad at Hating You è un singolo della cantante rumena Alexandra Stan, pubblicato l'11 marzo 2022 via Universal Music Romania, come ottavo estratto dal quinto album in studio Rainbows.
Il brano è stato scritto e composto da George Emanuel Calin, Teodora Spiric, Christin Pohl.

## Video musicale
Il video è stato reso disponibile l'11 marzo 2022 sul canale YouTube della cantante. Il video è stato diretto da Raluca Netca e prodotto da Arkomo.